# Shake It Up, Índia
Shake It Up é um sitcom indiano do Disney Channel India. A série estreou em 30 de março de 2013. A Série é uma Adapitação Índian da série Americana Shake It Up. A série foi criada por Chris Thompson e RJ Nirja Pathak foi o guia de direção.
Ela gira em torno das desventuras de melhores amigos Neel (Neeladri) Walia e Yash (Yashpal) Mehta, dois olds confiantes e enérgicos 13 anos que são bailarinos qualificados e estão no limiar de ter de levar os seus passos no mundo da dança profissional. Ele vai ao ar todos os sábados, às 10h00.(Agora domingos 10:00)

## História
No final do verão de 2011, o original Shake It Up foi definido para estréia.  No entanto, devido à popularidade de Best Of Luck Nikki, uma adaptação indiana de Good Luck Charlie, uma versão indiana do Shake It Up foi colocado em produção. É definido para estréia durante o verão de 2012, juntamente com The Suite Life of Karan & Kabir . Devido a dificuldades em encontrar atores adequados, o script foi reescrito para incluir dois personagens masculinos chumbo ao contrário de personagens femininas, como na versão americana.

## Promoção
O elenco de primeira 3D Dança Cinema da Índia 'ABCD-Anybody Can Dance' com Yugvijay Tiwari e próxima série buddy comédia do Disney Channel 'Shake It Up' groove para um medley incrível em um vídeo especial de música promocional que foi ao ar durante o primeiro episódio de The Suite Life of Karan & Kabir 2 temporada.O primeiro promo oficial/trailer foi exibido no comercial do primeiro episódio da Disney Q Família Mastermind .

## Premissa
A série gira em torno das desventuras de melhores amigos Neel (Neeladri) Walia e Yash Mehta, dois olds confiantes e enérgicos 13 anos que são bailarinos qualificados e estão no limiar de tomar seus passos no mundo da dança profissional.
Os adolescentes, obter a sua primeira oportunidade profissional quando está selecionado como dançarinos de fundo em "Shake it Up, Mumbai", um programa de TV de dança na versão americana e chamado "Shake it Up,Chicago". Entre a aprendizagem de uma ampla gama de novos estilos de dança, navegando as palhaçadas nos bastidores do show, eles embarcam em uma montanha-russa ofbalancing sua nova independência encontrado e popularidade com as demandas de sua escola e episódio responsibilities.Some família não foram telecasted atores como Adhithya Vikram e Yugvijay Tiwari deu sua aparência.

## Elenco
- Sparsh Shrivastav as Neel (Neeladri) Walia .
- Ojas Godatwar as Yash (Yashpal) Mehta.
- Preet Rajput as Jai Mehta....
- Aalam Khan as Dheeraj Dambole .
- Riddhi Arora as Mandip .
- Ayush Narang as Manjot .
- Asawari Joshi as Neel's Mom .
- Faiq Shaikh as Ayush walia
- Aksshat Saluja as Shekhar Grover

## Fundo
Conceito original da série foi para a Disney para criar uma comédia de amigos do sexo feminino, apenas com um aspecto de dança. O conceito de dança é a terceira série original da Disney, depois de  The Famous Jett Jackson e Sunny entre estrelas, para usar um show-dentro-de-um-show formato. A série também é a primeira Disney Channel Original Series desde Sem Sentido  ter mais de seis membros do elenco principal contratada em um show de time.This conceito por Shake It Up criado por Chris Tompson. É uma série Americana sitcom do Estados Unidos Shake It Up.
O show foi ordenada como a tentativa da Disney em seu primeiro amigo fêmea show, mas com um aspecto orientado a dança. Inicialmente levando o título trabalhando Dance, Dance Chicago , a descrição original foi descrito como a jornada de duas crianças em um contemporâneoAmerican Bandstand-tipo show.Os produtores de televisão Chris Thompson , um ex-escritor deLaverne & Shirley e criador do Bosom Buddies e Rob Lotterstein, que havia trabalhado em várias séries, incluindo Boy Meets World foram designados para trabalhar na história.
O conceito do show foi anotado para ser muito semelhante ao do companheiro de série do Disney Channel Hannah Montana, , e de acordo com o Sun-Sentinel, Shake It Up Shake It Up é a mesma abordagem com a dança. Além disso, o show é a terceira série da Disney para ter um show-dentro-de-um-show seguinte "Silverstone", em The Famous Jett Jackson e "So Random/Mackenzie Falls" em Sunny entre estrelas.

## Ver Também
- Shake It Up
- Disney Channel India
- Disney Channel India Original Series

## Referencias
1. ↑  http://www.indiantelevision.com/headlines/y2k12/dec/dec288.php
2. ↑  «Cópia arquivada». Consultado em 22 de março de 2014. Arquivado do original em 14 de fevereiro de 2014